# Walking in Memphis
Walking in Memphis is een nummer van de Amerikaanse singer-songwriter Marc Cohn. Het nummer verscheen op Cohns debuutalbum Marc Cohn uit 1991. In maart van dat jaar werd het nummer uitgebracht als de eerste single van het album.

## Achtergrond
Cohn schreef het nummer toen hij in 1985 de stad Memphis bezocht. Hij kampte al jaren met een schrijversblok en raakte geïnspireerd door James Taylor om hiervan af te komen door ergens heen te gaan waar hij nog nooit was geweest. Hij koos hiervoor Memphis, omdat een groot deel van zijn favoriete artiesten daarvandaan kwamen. Hij kreeg advies van een vriend om twee dingen te doen die hem voor altijd zouden veranderen: hij moest naar de Full Gospel Tabernacle Church om Al Green te horen spreken en naar Robinsonville in het Hollywood Café om de gepensioneerde docente Muriel Davis Wilkins op te zien treden. Deze twee belevenissen vormden het hart van het nummer.
Nadat Cohn was teruggekeerd naar New York, begon hij Walking in Memphis te schrijven. De tekst bevat verwijzingen naar Elvis Presley en diens nummer Blue Suede Shoes, W. C. Handy en Al Green. Vanwege de regel Tell me are you a Christian child, and I said 'Ma'am I am tonight (Vertel me, ben je een christen, en ik zei 'Vanavond wel') werd hem vaak gevraagd of hij daadwerkelijk christen was. Hij vertelde hierover dat deze regel werkt, simpelweg vanwege het feit dat hij Joods is. Hij schreef verschillende teksten bij het nummer voordat hij een tekst had die hem voldoening gaf. De demoversie van het nummer werd opgenomen in 1986, en zorgde er uiteindelijk voor dat hij in 1988 een platencontract kreeg aangeboden. Het nummer werd vervolgens meerdere malen opgenomen voor zijn debuutalbum met diverse artiesten, voordat Cohn en producer Ben Wisch een aantal goede muzikanten vonden.
Walking in Memphis behaalde de dertiende plaats in de Amerikaanse Billboard Hot 100. Het nummer behaalde ook een notering in de Adult Contemporary-, Mainstream Rock Tracks- en Hot Country Songs-lijsten. Het is de enige top 40-hit voor Cohn. In Ierland en het Verenigd Koninkrijk kwam het nummer respectievelijk tot de zevende en de 22e plaats. In Nederland haalde het nummer de Top 40 niet en bleef het steken op de zesde plaats in de Tipparade, terwijl in de Nationale Top 100 slechts de 56e plaats werd behaald. In Vlaanderen werd geen enkele hitlijst gehaald. In 1992 ontving het nummer een Grammy Award-nominatie in de categorie Song of the Year, maar verloor van Unforgettable van Nat King Cole en Natalie Cole.
Walking in Memphis is een aantal keren gecoverd. De bekendste versie is afkomstig van Cher, die het in 1995 op haar album It's a Man's World zette. Het nummer werd uitgebracht als de eerste single van dit album. Haar versie bereikte de elfde plaats in het Verenigd Koninkrijk en bereikte in veel andere Europese landen ook de hitlijsten. In Nederland bleef het steken op de vijfde plaats in de Tipparade en de 44e positie in de Mega Top 50. Ook werd het in 2003 gecoverd door de countrygroep Lonestar, die de achtste plaats in de Amerikaanse countrylijsten en de 61e plaats in de Billboard Hot 100 haalde met hun versie. In 2005 werd het gecoverd door Wouter De Clerck, nummer twee van de Vlaamse talentenjacht Idool 2004, die met zijn versie vier weken op de eerste plaats in de Radio 2 Top 30 bleef staan. Andere covers van het nummer zijn gemaakt door Paul Anka en Michael Ball, terwijl Bert Heerink een Nederlandse versie opnam onder de titel Zeven dagen in Memphis. Daarnaast is het nummer Raving I'm raving van het Britse raveduo Shut Up & Dance sterk gebaseerd op het nummer. Dit nieuwe refreintje werd later door de Duitse danceact Scooter overgenomen in een gelijknamige hit.

## Hitnoteringen

### Marc Cohn

#### Nationale Top 100
| Hitnotering: 17-08-1991 t/m 21-09-1991 | Hitnotering: 17-08-1991 t/m 21-09-1991 | Hitnotering: 17-08-1991 t/m 21-09-1991 | Hitnotering: 17-08-1991 t/m 21-09-1991 | Hitnotering: 17-08-1991 t/m 21-09-1991 | Hitnotering: 17-08-1991 t/m 21-09-1991 | Hitnotering: 17-08-1991 t/m 21-09-1991 | Hitnotering: 17-08-1991 t/m 21-09-1991 |
| Week                                   | 1                                      | 2                                      | 3                                      | 4                                      | 5                                      | 6                                      |                                        |
| -------------------------------------- | -------------------------------------- | -------------------------------------- | -------------------------------------- | -------------------------------------- | -------------------------------------- | -------------------------------------- | -------------------------------------- |
| Positie                                | 85                                     | 71                                     | 63                                     | 56                                     | 75                                     | 100                                    | uit                                    |

#### NPO Radio 2 Top 2000
| Nummer met noteringen in de NPO Radio 2 Top 2000 | '99 | '00  | '01  | '02  | '03  | '04  | '05  | '06  | '07  | '08  | '09  | '10  | '11  | '12  | '13  | '14  | '15  | '16  | '17  | '18  | '19  | '20  | '21  | '22  | '23  | '24  |
| ------------------------------------------------ | --- | ---- | ---- | ---- | ---- | ---- | ---- | ---- | ---- | ---- | ---- | ---- | ---- | ---- | ---- | ---- | ---- | ---- | ---- | ---- | ---- | ---- | ---- | ---- | ---- | ---- |
| Walking in Memphis                               | 971 | 1405 | 1876 | 1347 | 1263 | 1535 | 1487 | 1687 | 1482 | 1513 | 1683 | 1476 | 1650 | 1382 | 1095 | 1135 | 1058 | 1260 | 1210 | 1265 | 1185 | 1114 | 1149 | 1204 | 1399 | 1355 |

1. ↑  Een vetgedrukt getal geeft de hoogste notering aan.

### Cher

#### Mega Top 50
| Hitnotering: 16-12-1995 t/m 06-01-1996 | Hitnotering: 16-12-1995 t/m 06-01-1996 | Hitnotering: 16-12-1995 t/m 06-01-1996 | Hitnotering: 16-12-1995 t/m 06-01-1996 | Hitnotering: 16-12-1995 t/m 06-01-1996 |
| Week                                   | 1                                      | 2                                      | 3                                      |                                        |
| -------------------------------------- | -------------------------------------- | -------------------------------------- | -------------------------------------- | -------------------------------------- |
| Positie                                | 46                                     | 45                                     | 44                                     | uit                                    |